# الکس فرگوسن
الکساندر چپمن فرگوسن (به انگلیسی: Alexander Chapman Ferguson) (زاده ۳۱ دسامبر ۱۹۴۱) معروف به سر الکس فرگوسن، بازیکن و سرمربی فوتبال بازنشسته اهل گلاسگو اسکاتلند است که بین سال‌های ۱۹۸۶ تا ۲۰۱۳، هدایت باشگاه منچستر یونایتد  را برعهده داشت. او پرافتخارترین مربی تاریخ فوتبال با کسب ۴۹ جام است و از بهترین و موفق‌ترین مربیان تاریخ فوتبال به‌ شمار می‌آید.
الکس فرگوسن همچنین از دید اکثر علاقه‌مندان و کارشناسان فوتبال و بسیاری از سایت‌ها و مجله‌های معتبر فوتبالی به عنوان برترین سرمربی تاریخ فوتبال انتخاب شده‌است؛ بهترین سرمربی تاریخ به انتخاب فدراسیون رسمی فوتبال (فیفا)، بهترین سرمربی تاریخ به انتخاب ورلدساکر بهترین سرمربی تاریخ به انتخاب مجله چهار چهار دو، بهترین سرمربی تاریخ به انتخاب ای‌اس‌پی‌ان، بهترین سرمربی تاریخ به انتخاب بی‌بی‌سی اسپورت، بهترین سرمربی تاریخ به انتخاب مجله‌های مارکا، گاردیَن، بلیچر ریپورت، و دومین سرمربی تاریخ به انتخاب فرانس فوتبال.
الکس فرگوسن سرانجام در فصل ۲۰۱۳ میلادی به همراه قهرمانی لیگ برتر انگلیس در سن ۷۱ سالگی از دنیای مربیگری فوتبال خداحافظی و اعلام بازنشستگی کرد.

## زندگی
سال ۱۹۴۱: در ۳۱ دسامبر در محله گووان شهر گلاسکو متولد گردید. (جمله اسکاتلندی "AHCUMFIGOVIN" با حروف بزرگی روی تابلویی بر دیوار اتاق او در زمین تمرین منچستر یونایتد خودنمایی می‌کرد (معادل انگلیسی آن جمله که واژه‌هایش پیوسته آمده‌اند این است: I come from Govan).
سال ۱۹۵۷: به صورت پاره وقت شاگرد کارخانه آچارسازی گلاسکو بود و به عنوان یک بازیکن آماتور به تیم کوئینز پارک پیوست.
سال ۱۹۶۰: به صورت پاره وقت به تیم سنت جانستون ملحق شد.
سال ۱۹۶۴: آچارسازی را رها کرد و به عضویت تیم دانفرملین درآمد.
سال ۱۹۶۷: با ۶۵ هزار پوند به رنجرز پیوست.
سال ۱۹۶۹: با ۲۰ هزار پوند به تیم فالکرک ملحق شد.
سال ۱۹۷۳: به تیم ایریونایتد رفت.
سال ۱۹۷۴: در ماه سپتامبر به عنوان مربی ایست استرلینگ منصوب شد اما ۳ ماه بعد از سنت میرن سر درآورد.
سال ۱۹۷۸: با سنت میرن قهرمان چمپیونشیپ اسکاتلند شد و این تیم را به سطح اول فوتبال اسکاتلند رساند. بعد از مدتی سنت میرن را ترک کرد و به سرمربیگری آبردین به عنوان جانشین، به جای بیلی مک‌لیل معرفی شد.
سال ۱۹۸۰: با قهرمانی در لیگ اسکاتلند همراه ابردین اولین افتخار مربیگری‌اش را کسب کرد.
سال ۱۹۸۱: با ابردین نایب قهرمان لیگ اسکاتلند شد.
سال ۱۹۸۲: ابردین با پیروزی ۴ بر یک قهرمان جام حذفی اسکاتلند شد.
سال ۱۹۸۳: ابردین این بار یک بر صفر رنجرز را شکست داد تا جام حذفی را حفظ کند و در جام در جام اروپا، باشگاه بایرن مونیخ را در یک چهارم نهایی حذف کرد و سپس در فینال این رقابت‌ها در گوتنبرگ رئال مادرید را ۲ بر ۱ مغلوب کرد و قهرمان جام برندگان اروپا را به خود اختصاص داد و باعث حیرت همگان شد. سپس در سوپرجام اروپا که در آن زمان بین قهرمان جام در جام اروپا و قهرمان لیگ قهرمانان برگزار می‌شد، هامبورگ قهرمان لیگ قهرمانان آن دوره را شکست داد تا دومین جام اروپایی آبردین را در تاریخ این باشگاه کسب کند و در طی حضور ۸ ساله خود در این باشگاه با ۲ جام اروپایی، بیشتر از کل تاریخچه سلتیک و رنجرز (هر کدام ۱ جام اروپایی) جام اروپایی کسب کند.
سال۱۹۸۴: ابردین با پیروزی ۲ بر یک مقابل سلتیک قهرمان جام حذفی و سپس لیگ اسکاتلند شد. آلکس فرگوسن نشان افتخار امپراتوری بریتانیا را دریافت کرد.
سال ۱۹۸۵: در پی مرگ جک استین در خلال بازی مقدماتی ولز با اسکاتلند فرگوسن مربی موقت تیم ملی اسکاتلند شد.
سال ۱۹۸۶: اسکاتلند در همان دور اول از جام جهانی حذف شد. این تیم در ایام مربیگری فرگوسن ۳ پیروزی، ۴ مساوی و ۳ باخت کسب کرد و ۸ گل به ثمر رساند و ۵ گل دریافت کرد. در ۶ نوامبر، فرگوسن ابردین را رها کرد تا به عنوان جانشین ران اتکینسون معزول هدایت منچستر یونایتد را به دست بگیرد. او بعد از ورود به منچستر یونایتد طی مصاحبه ای به طرفداران تیم اعلام کرد، به آنها قول خواهد داد که در تعداد قهرمانی در لیگ جزیره به آمار لیورپول برسد و در پایان کار خود با منچستر یونایتد هم به این هدف رسید.
سال ۱۹۹۰: اولین جام خود در الدترافورد را با پیروزی یک بر صفر مقابل کریستال پالاس در دیدار تکراری فینال جام حذفی به دست آورد.
سال ۱۹۹۱: منچستر یونایتد ۲ بر ۱ از سد بارسلونا با هدایت یوهان کرایف گذشت تا جام برندگان اروپا را به دست آورد.
سال۱۹۹۲: با پیروزی منچستر یونایتد مقابل ستاره سرخ بلگراد سوپر جام اروپا به الدترافورد آمد. همچنین با پیروزی یک بر صفر منچستر یونایتد مقابل ناتینگهام فارست این تیم برای اولین بار جام اتحادیه را در دوره مربیگری فرگوسن به دست آورد اما رؤیای منچستر برای قهرمانی لیگ برتر با سبقت گرفتن لیدز یونایتد در آخرین هفته بر باد رفت.
سال ۱۹۹۳: انتظار ۲۶ ساله منچستر برای قهرمانی لیگ برتر خاتمه یافت و الکس فرگوسن منچستر را قهرمان لیگ برتر انگلستان کرد. فرگوسن ماه ژانویه با خرید روی کین از ناتینگهام فارست با قیمت ۳/۷۵ میلیون پوند رکورد نقل و انتقالات این کشور را شکست.
سال ۱۹۹۴: منچستر یونایتد چهارمین تیم قرن و ششمین تیم در کل تاریخ فوتبال انگلستان شد که در یک فصل قهرمانی در جام حذفی و لیگ برتر را با هم جشن می‌گرفت. شیاطین سرخ در فینال جام حذفی چلسی را ۴ بر صفر شکست دادند.
سال ۱۹۹۵: منچستر در لیگ پس از بلکبرن نایب قهرمان شد و جام حذفی را در فینال به اورتون واگذار کرد.
سال ۱۹۹۶: منچستر یونایتد اولین تیم تاریخ فوتبال انگلستان شد که ۲ بار هر ۲ جام لیگ و حذفی را فتح کرد. شاگردان فرگوسن در لیگ برتر از نیوکاسل سبقت گرفتند و در جام حذفی لیورپول را یک بر صفر شکست دادند.
سال ۱۹۹۷: فرگوسن قصد داشت با تصاحب جام قهرمانان اروپا خود را همسنگ «سرمت بازبی» سازد اما منچستر در مرحله نیمه نهایی به بورسیا دورتموند باخت.
سال ۱۹۹۸: فرگوسن و یارانش یأس آورترین تاریخ منچستر را بدون کسب جامی پشت سر گذاشتند. هر ۲ جام برتر و حذفی را آرسنال ربود و موناکو در مرحله یک چهارم نهایی منچستر را حذف کرد. فرگوسن برای تقویت خط دفاعی تیمش یاپ استام را با قیمت ده و نیم میلیون پوند از آیندهوون خریداری کرد تا اشتباهات این فصل در آینده تکرار نشود.
سال ۱۹۹۹: فرگوسن شکوهمندترین فصل تاریخ منچستر یونایتد را با تصاحب ۳ جام، لیگ قهرمانان اروپا و حذفی و لیگ برتر، یعنی اولین  سه‌گانه تاریخ انگلستان به ارمغان آورد. این مربی در ماه مه قراردادی امضا کرد که تا سال ۲۰۰۲ در منچستر باقی بماند. در ۱۱ ژوئن در مراسم جشن تولد ملکه الیزابت دوم، نشان شوالیه را دریافت کرد. در ۱۱ اکتبر مراسم و مسابقه‌ای به مناسبت گرامی‌داشت حضور موفق او در الدترافورد با حضور ستارگان کنونی و اسبق منچستر برگزار شد. در ۳۰ نوامبر منچستر با پیروزی یک بر صفر مقابل پالمیراس روی تک گل روی کین جام بین قاره‌ای را فتح کرد تا اولین و تنها تیم انگلیسی شود که این جام قاره‌ای را به خانه می‌برد. در ماه دسامبر فرگوسن به عنوان بهترین مربی سال جهان جایزه ویژه بی‌بی‌سی را دریافت کرد و تیمش به عنوان بهترین تیم سال شناخته شد.
سال ۲۰۰۰: فرگوسن در این فصل منچستر را به ششمین قهرمانی‌اش در لیگ برتر با اختلاف ۱۸ امتیازی نسبت به آرسنال رهنمون کرد. در ۸ مه فاش کرد که پس از انقضای مربیگری‌اش در سال ۲۰۰۲ منچستر را تنها می‌گذارد اما همچنان می‌خواهد در اداره باشگاه نقش داشته باشد.
سال ۲۰۰۱: پس از تنها یک خرید عمده فابین بارتز دروازه‌بان فرانسوی تیم فرگوسن به استیلای خویش بر فوتبال انگلستان ادامه داد و هفتمین قهرمانی لیگ را در ۹ سال اخیر با اختلاف ۱۵ امتیازی کسب کرد. فرگوسن همچنین اولین مربی‌ای شد که با یک تیم انگلیسی فاتح ۳ جام متوالی لیگ یا به عبارتی هتریک قهرمانی می‌شود. در ۱۸ مه فرگوسن اعلام کرد که پس از دوره مربیگری‌اش به‌طور کامل منچستر یونایتد را ترک خواهد کرد اما در ۱۳ ژوئیه یک روز پس از خرید خوان سباستین ورون با مبلغ ۲۸ میلیون پوند از لاتزیو با شکستن مجدد رکورد نقل و انتقالات باشگاه منچستر اعلام کرد که فرگوسن پس از اتمام قراردادش با این تیم در ماه مه سال ۲۰۰۲ به عنوان مشاور و سفیر به مدت ۵ سال در الدترافورد باقی خواهد ماند.
سال ۲۰۰۲: در ۵ فوریه باشگاه منچستر یونایتد بیانیه‌ای صادر کرد تا اعلام کند در حال مذاکره با فرگوسن برای تمدید قرارداد مربیگری‌اش است. در ۲۷ فوریه منچستر تأکید کرد که فرگوسن قراردادش را یک روز پس از پیروزی ۵ بر یک مقابل نانت فرانسه در لیگ قهرمانان اروپا به مدت ۳ سال دیگر و تا سال ۲۰۰۵ تمدید کرده‌است. دیوید بکهام علت باقی‌ماندن او را بر ۳ دلیل دانست: (۱) به خاطر علاقه فراوان به ورون (۲) بازیابی قدرت منچستر یونایتد (۳) برگزاری فینال لیگ قهرمانان اروپا در سال ۲۰۰۳ در ورزشگاه الدترافورد. منچستر در ۲ مارس کاپیتان روی کین را متقاعد کرد تا قراردادش را تا ۳ سال دیگر یعنی تا سال ۲۰۰۶ تمدید کند. این تیم در سال ۲۰۰۲ لیگ برتر را به آرسنال داد و در جام قهرمانان اروپا در مرحله نیمه‌نهایی با تساوی ۱ بر ۱ در آلمان و تساوی ۲ بر ۲ در الدترافورد، به علت قانون گل زده در خانه حریف، مغلوب لورکوزن شد و در جام حذفی نیز حذف شد.
سال ۲۰۰۳: در ماه مه منچستر یونایتد در فینال جام حذفی مغلوب لیورپول شد. همچنین در لیگ برتر با پشت سر گذاشتن آرسنال برای هشتمین بار قهرمان لیگ برتر انگلستان شد. همچنین منچستر در جام اتحادیه با شکست از لیورپول در دیدار فینال با نتیجه ۲ بر صفر به عنوان نایب قهرمانی این جام رسید. منچستر یونایتد در آغاز فصل توانسته بود سوپرکاپ انگلیس را از آرسنال برباید. در لیگ قهرمانان اروپا هم منچستر یونایتد در مرحله یک چهارم نهایی مغلوب رئال مادرید شد و از دور رقابت‌ها حذف شد.
سال ۲۰۰۴: در این سال منچستر یونایتد در آغاز سوپرجام انگلیس را به خانه برد. آنها تیم آرسنال را در ضربات پنالتی و با درخشش تیم هاوارد دروازه‌بان تازه‌وارد این تیم را شکست دادند. در لیگ برتر این بار پس از تیم‌های آرسنال و چلسی در رده سوم ایستاد. در جام حذفی نیز در بازی فینال ۳ بر صفر میلوال را برد و قهرمان شد. در لیگ قهرمانان اروپا در یک‌هشتم نهایی مغلوب پورتو با مربیگری خوزه مورینیو شد و از گردونه مسابقات حذف شد.

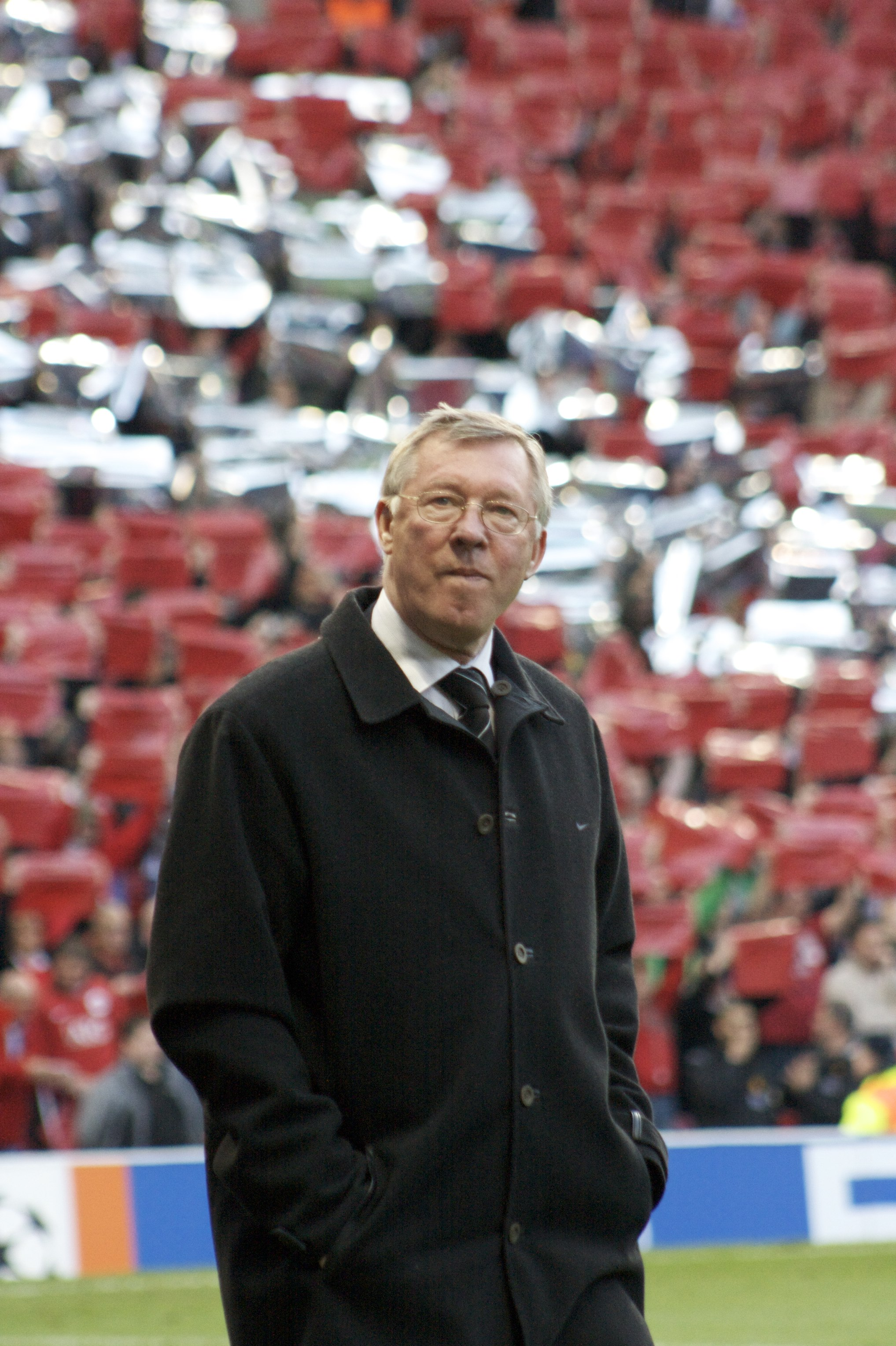
فرگوسن در سال ۲۰۰۹

سال ۲۰۰۵: این سال آغاز فشارها بر فرگوسن را دامن زد. در لیگ برتر پس از چلسی و آرسنال سوم شد. در جام اتحادیه حذف شد. در جام حذفی در فینال مغلوب آرسنال شد و بالاخره در لیگ قهرمانان اروپا در مرحله یک‌هشتم نهایی مقابل میلان حذف شد.
سال ۲۰۰۶: قهرمان جام اتحادیه انگلستان شد و در لیگ برتر دوم شد.
سال ۲۰۰۷: قهرمان لیگ برتر انگلستان شد.
سال ۲۰۰۸: منچستر یونایتد به مانند سال ۱۹۹۹ همزمان قهرمان لیگ برتر انگلستان، لیگ قهرمانان اروپا و جام باشگاه‌های جهان شد و فصلی رؤیایی را پشت سر گذاشت و بهترین تیم جهان لقب گرفت.
سال ۲۰۰۹: قهرمان جام اتحادیه انگلستان و لیگ برتر انگلستان شد و در جام قهرمانی باشگاه‌های اروپا مقابل بارسلونا به مقام نائب قهرمانی رسید. منچستر یونایتد در این سال بار دیگر توانست هتریک قهرمانی کند.
سال ۲۰۱۰: این فصل برای فرگوسن و منچستر یونایتد چندان درخشان نبود آنها هر چند در ابتدای سال ۲۰۱۰ جام اتحادیه انگلستان را با پیروزی ۲ بر ۱ برابر استون ویلا به دست آوردند ولی در لیگ برتر در رده دوم قرار گرفتند و قهرمانی را به چلسی واگذار کردند و در جام باشگاه‌های اروپا و در دور یک چهارم نهایی توسط بایرن مونیخ با نتیجه ۳–۳ به دلیل قانون گل زده در خانه حریف حذف شدند.
سال ۲۰۱۱:در این فصل منچستر قهرمانی لیگ برتر و قهرمانی سوپرجام را با پیروزی مقابل چلسی کسب کرد. همچنین در فینال جام باشگاه‌های اروپا با شکست در مقابل بارسلونا نایب قهرمان شد و در جام حذفی نیز در نیمه نهایی نتیجه را به همشهری اش منچستر سیتی واگذار کرد و حذف شد.
سال ۲۰۱۲:در هفته نهم فصل۱۲–۲۰۱۱ نتیجه‌ای عجیب درشهرآورد منچستر پدید آمد وطی آن منچستر سیتی موفق شد بانتیجه ۶ بر ۱ منچستر یونایتد را شکست دهد. الکس فرگوسن در پایان بازی این نتیجه را بدترین نتیجه تاریخ زندگی خود دانست و در پایان فصل بخاطر تفاضل گل کمتر قهرمانی لیگ را واگذار کرد.
سال ۲۰۱۳: بعد از بیستمین قهرمانی در لیگ برتر، فرگوسن از سرمربیگری منچستر یونایتد کناره‌گیری کرد و بازنشستگی خود را اعلام نمود.
پس از بازنشستگی الکس کتاب خاطرات خود را منتشر نمود که رکورد فروش کتاب‌های غیر داستانی را شکست.
کتاب زندگینامه الکس فرگوسن توسط انتشارات ماهواره (اولین بار توسط انتشارات بین‌المللی ماهواره به چاپ رسد فهرست کتابخانه ملی ایران، صانعی و البرز روانه بازار کتاب شد. زندگی‌نامه فرگوسن رکورد کتاب‌های ورزشی ایران را شکست. و در کمتر از یک هفته به چاپ دوم رسید. زندگینامه الکس فرگوسن که پیش تر توسط یاسین قاسمی بجد ترجمه و توسط انتشارات البرز منتشر شده بود به چاپ ششم در ایران رسید.

## افتخارات با منچستریونایتد
در جدول زیر تفکیک ۳۸ قهرمانی فرگوسن با منچستر یونایتد ذکر شده‌است.
|  | تعداد | رقابت              | سال                                                                          |
|  | ----- | ------------------ | ---------------------------------------------------------------------------- |
|  | ۱۳    | لیگ برتر           | ۱۹۹۳، ۱۹۹۴، ۱۹۹۶، ۱۹۹۷، ۱۹۹۹، ۲۰۰۰، ۲۰۰۱، ۲۰۰۳، ۲۰۰۷، ۲۰۰۸، ۲۰۰۹، ۲۰۱۱، ۲۰۱۳ |
|  | ۵     | جام حذفی           | ۱۹۹۰، ۱۹۹۴، ۱۹۹۶، ۱۹۹۹، ۲۰۰۴                                                 |
|  | ۴     | جام اتحادیه        | ۱۹۹۲، ۲۰۰۶، ۲۰۰۹، ۲۰۱۰                                                       |
|  | ۱۰    | سوپرکاپ انگلستان   | ۱۹۹۰، ۱۹۹۳، ۱۹۹۴، ۱۹۹۶، ۱۹۹۷، ۲۰۰۳، ۲۰۰۷، ۲۰۰۸، ۲۰۱۰، ۲۰۱۱                   |
|  | ۲     | لیگ قهرمانان اروپا | ۱۹۹۹–۲۰۰۸                                                                    |
|  | ۱     | جام بین قاره‌ای     | ۱۹۹۹                                                                         |
|  | ۱     | جام در جام اروپا   | ۱۹۹۱                                                                         |
|  | ۱     | سوپر جام اروپا     | ۱۹۹۱                                                                         |
|  | ۱     | جام باشگاه‌های جهان | ۲۰۰۸                                                                         |

## سایر افتخارات فرگوسن
- قهرمانی لیگ برتر اسکاتلند در سال ۱۹۸۰
- قهرمانی جام اتحادیه اسکاتلند در سال ۱۹۸۲
- قهرمانی جام حذفی اسکاتلند در سال ۱۹۸۲
- قهرمانی جام حذفی اسکاتلند در سال ۱۹۸۳
- قهرمانی جام برندگان جام اروپا در سال ۱۹۸۳
- قهرمانی جام حذفی اسکاتلند در سال ۱۹۸۴
- قهرمانی لیگ برتر اسکاتلند در سال ۱۹۸۴
- قهرمانی لیگ برتر اسکاتلند در سال ۱۹۸۵
- قهرمان جام حذفی اسکاتلند در سال ۱۹۸۶
- کسب عنوان بهترین مربی تاریخ فوتبال در سال ۲۰۱۱ توسط فیفا
- یازده بار کسب عنوان مربی فصل لیگ برتر انگلستان

## بازنشستگی
۸ می ۲۰۱۳ موفق‌ترین مربی تاریخ بریتانیا، به طرز ناگهانی و غیرمنتظره بازنشستگی خود را در هفته‌های پایانی فصل اعلام کرد، این خبر بدون هیچ‌گونه پیش زمینه خاصی، در فاصله دو هفته مانده به پایان فصل اعلام شد.
موفق‌ترین مربی تاریخ بریتانیا، با کسب ۴۹ جام در دوران مربیگریش، و کسب ۳۸ جام متعدد با یونایتد، نام خود را در تاریخ فوتبال جاودانه کرد.
در روز خداحافظی وی، اکثر شبکه‌های خبری انگلستان و جهان این خبر را تیتر اصلی اخبار خود قرار دادند، سیل عظیمی از پیام‌ها بابت خداحافظی سر الکس فرگوسن روانه شد، از رقیبان گرفته تا شاگردان قدیمی، از ریاست یوفا و فیفا تا نخست‌وزیر وقت بریتانیا دیوید کامرون.